# Karmelita kápolna (Miskolc)

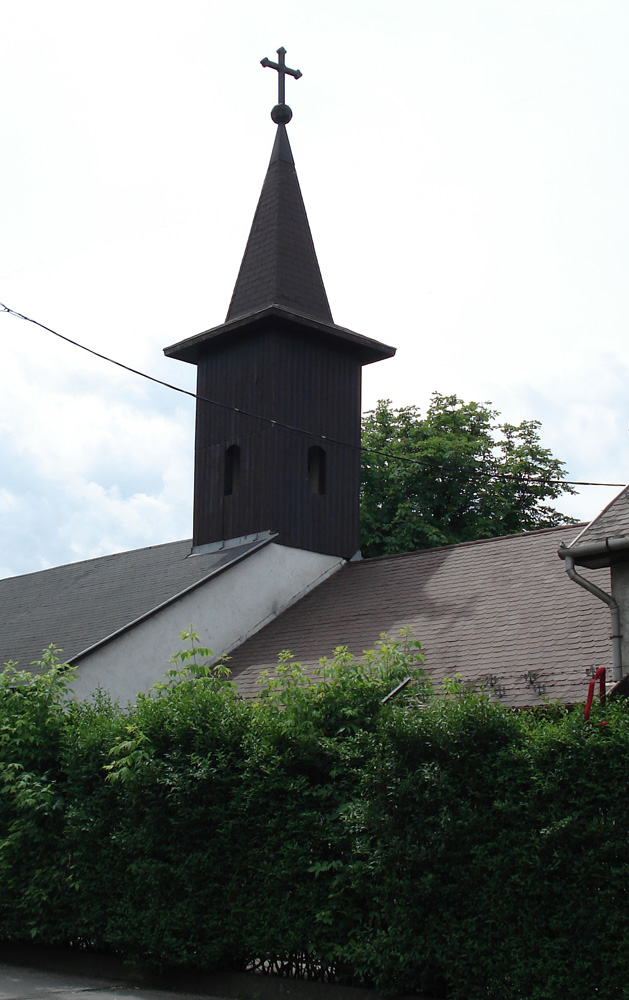

A miskolci karmelita kápolna vagy Nagy Szent Teréz-templom a Kiss Ernő („Déli terelő”) utca 9. szám alatt áll, gyári munkáslakások környezetében.
A Magyar Sarutlan Karmelita Rend  szerzetesei 1942-ben telepedtek le Miskolcon, és ideiglenesnek gondolt épületben és kápolnában működtek a Győri kapu magasságában,  a Szinva déli oldalán. Érkezésükről a Felsőmagyarországi Reggeli Hírlap tudósított: „Vasárnap délelőtt szentelték fel ünnepélyesen a Miskolcon letelepedett karmelita rendnek a volt Guttmann gyár helyén épült kápolnáját a katolikus hívők nagy részvétele mellett. Szikra Gyula gimnáziumi tanár, a felsővárosi egyházközség világi elnöke üdvözölte meleg hitteljes szavakkal a karmelita rendet, valamint Pálvölgyi Ignácot a rend tartományi főnökét. … Ezek után a rendház klauzulájának felavatása következett ünnepélyes litánia keretében. A felavatást és litániát Pálvölgyi Ignác rendtartományi főnök végezte.”
A karmelitáknak ekkor már kész terveik voltak a rendház és templom építésére, amihez a város is segítséget ígért. Miskolc végül 1943-ban ajánlott fel egy mintegy 4,5 kataszteri hold nagyságú telket a Győri kapu északi részén, a Gyula utca–Báthory István utca–Zoltán utca–Győri kapu által határolt területen. Az építészeti terveket Menner László készítette (az ő tervei alapján épült a tapolcai sziklakápolna is). A háború miatt azonban nem csak az építkezés, de a telek adásvétele is meghiúsult. 1947-ben a rend megismételte kérését, de közben a telekből már közterületeket hasítottak ki. A maradék 1500 négyszögölnyi terület átadását a városi közgyűlés ismét megszavazta, mert „… a városnak azon a részében, hol a házhelyjuttatások során a közeljövőben sokan fognak letelepedni, másfelől mert a kérelmező Karmelita Rend emberbaráti és szociális tevékenységének változott viszonyok között is állandó tanújelét mutatja.” A politikai váltás miatt azonban 1949-ben feloszlatták a magyarországi szerzetesrendeket, a templomépítés már nem volt napirenden, a telket pedig beépítették lakóépületekkel.
A karmelita szerzetesrendi élet 1991-ben indult újra Miskolcon (addig csak a plébánia működött). Ekkor láttak neki a régi, eredetileg ideiglenes helyen álló építmények felújításának, s a munkálatok 1994-ben fejeződtek be. A felújítási munkálatok Molnár Dezső építész tervei szerint folytak, a belső terek kialakítását Borza Antal iparművész végezte. Az üvegezéshez a közeli, szinte szomszédos Miskolci Üveggyár nyújtott segítséget. A zárt udvaron álló, egyszerű építésű templom és rendház mellett áll a régi harangláb, amit még az alapításkor a vasgyári munkások készítettek. Harangját Győrből kapták 1943-ban, de azóta ismeretlen módon megsérült, csengését elvesztette.
Az épület jelenleg a Görögkatolikus Papnevelő Intézet előkészítő évfolyamos papnövendék-jelöltjeinek lakhatását és tanulmányait biztosítja.